# Achille Grassi

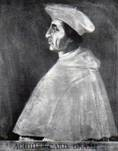
Kardinal Achille Grassi

Achille Grassi (* 16. Februar 1456 in Bologna; † 22. November 1523 in Rom) war ein Kardinal der katholischen Kirche.

## Werdegang
Die Familie von Grassi gehörte zum Bologneser Adel, die sich vorwiegend juristischen Berufen widmete: sein Vater Baldassare war Notar, sein Onkel Gaspare Podestà in verschiedenen Städten des Kirchenstaates. Grassi war als Auditor der Rota Romana Mitarbeiter der Römischen Kurie und ab 1506 Bischof von Città di Castello. Im Jahr 1508 war er für den Papst auf einer diplomatischen Mission in Frankreich, im Jahr 1509 in der Schweiz, im Jahr 1510 in Ungarn und Böhmen.
Grassi wurde 1511 von Papst Julius II. zum Kardinal erhoben und zum Kardinalpriester von San Sisto ernannt – 1517 optierte er für Santa Maria in Trastevere – und war ab 1512 Bischof von Bologna und ab 1521 zugleich Bischof von Pomesanien. Von 1512 bis zu seinem Tod war Grassi Kardinalprotektor des Königreichs Polen.
Kardinal Grassi starb drei Tage nach der Wahl von Papst Clemens’ VII., an der er teilgenommen hatte. Ebenso war er Teilnehmer der vorangegangenen Konklaven von 1513 1521–1522.